# Flyg 29 saknas
Flyg 29 saknas (originaltitel Flight 29 Down) är en amerikansk serie för barn som visats på SVT:s sommarlovsprogram 2006, 2007, 2011 och 2013. Den har även visats vid andra tillfällen.

## Handling
Serien handlar om ett flygplan som störtar med ett gäng ungdomar, ett par vuxna och ett barn då dessa är ute på klassresa. När åskan slår ner i ett av planets vingar, blir de strandsatta på en öde ö. I osäkerhet blir de tvungna att vänta på hjälp, och de bildar ett läger och samlar ihop all nödvändig utrustning. Ju längre de får vänta, desto mer ändras relationen och stämningen på ön, och allt blir farligare och osäkrare.
Av piloten får de en videokamera som drivs av solceller, där de kan berätta om varje dag som har gått. Denna serie är mycket lik Lost och den är även filmad på ön O'ahu i Hawaii, där även Lost är inspelad.

## Rollista
| Skådespelare   | Roll          |
| -------------- | ------------- |
| Hallee Hirsh   | Daley Marin   |
| Jeremy Kissner | Eric McGorill |
| Johnny Pacar   | Cody Jackson  |
| Allen Alvarado | Lex Marin     |
| Kristy Wu      | Melissa Wu    |
| Corbin Bleu    | Nathan McHugh |
| Lauren Storm   | Taylor Hagan  |